# Municipio de San Bartolomé Ayautla
El municipio de San Bartolomé Ayautla  es uno de los 570 municipios que conforman al Estado de Oaxaca. Perteneciente al distrito de Teotitlán, dentro de la Región Sierra de Flores Magón. Su cabecera es la localidad de San Bartolomé Ayautla.

## Geografía
El municipio abarca 51.63 km² y se encuentra a una altitud promedio de 680 m s. n. m., oscilando entre 2300 y 100 m s. n. m.

## Demografía
De acuerdo al último censo, realizado por el INEGI en 2010, en el municipio habitan 4052 personas, repartidas entre 11 localidades.